# Mieczysław Tarnawski (duchowny)
Mieczysław Tarnawski (ur. 24 listopada 1886 w Tartakowie, zm. 21 stycznia 1928 we Lwowie) – ksiądz rzymskokatolicki, historyk Kościoła, kapelan 214 pułku ułanów, kawaler Orderu Virtuti Militari, działacz społeczny.

## Edukacja
Urodził się 24 listopada 1886 w Tartakowie, w ówczesnym powiecie sokalskim Królestwa Galicji i Lodomerii, w rodzinie Józefa i Pauliny z Nassalskich. W 1906, jako uczeń Małego Seminarium Arcybiskupiego, ukończył C. K. VI Gimnazjum we Lwowie i wstąpił do Arcybiskupiego Seminarium Duchownego. Będąc alumnem rozpoczął studia na Wydziale Teologicznym Uniwersytetu Lwowskiego we Lwowie. W 1910 przyjął święcenia kapłańskie.
Następnie podjął studia na Uniwersytecie w Innsbrucku, gdzie w 1912 obronił rozprawę doktorską z teologii. Studiował historię Kościoła na Papieskim Uniwersytecie Gregoriańskim w Rzymie. W 1913 habilitował się z historii Kościoła na Wydziale Teologicznym Uniwersytetu Lwowskiego, po czym jako docent rozpoczął pracę na Wydziale Teologicznym tegoż uniwersytetu. Pełnił również funkcję podprefekta w Arcybiskupim Seminarium Duchownym. W 1916 został profesorem nadzwyczajnym w zakresie historii kościoła, a trzy lata później zwyczajnym na Wydziale Teologicznym Uniwersytetu Lwowskiego. 

## Służba wojskowa
W lipcu 1920, w okresie ofensywy bolszewickiej na Warszawę, wstąpił do Armii Ochotniczej. Został kapelanem 214 pułku ułanów (późniejszego 24 pułku ułanów). Odznaczył się w bitwie pod Kowlem, gdzie po śmierci dowódcy szwadronu, objął dowództwo i wyprowadził oddział z krzyżowego ognia. Wykazał się także męstwem podczas obrony Zamościa przed kawalerią Siemiona Budionnego. Przy forsowaniu rzeki Horyń samorzutnie dokonał wywiadu na most i mimo trzech ran postrzałowych, pozostał w linii do końca. 
Za bohaterstwo wykazane podczas wojny polsko–bolszewickiej, na wniosek dowódcy 214 pułku ułanów płk. Tadeusza Żółkiewskiego, został odznaczony Krzyżem Srebrnym Orderem Virtuti Militari. Uroczystość dekoracji odbyła się na placu św. Ducha we Lwowie z udziałem władz cywilnych i wojskowych. Miesięczna pensję dla odznaczonego VM przeznaczał na cele oświatowe 24 pułku ułanów, a potem na stypendium dla niezamożnych kadetów Korpusu Kadetów Nr 1 we Lwowie.

## Działalność naukowa
Po demobilizacji w październiku 1920 ks. prof. Tarnawski powrócił do pracy dydaktycznej na Uniwersytecie Jana Kazimierza. W 1922 objął funkcję dziekana Wydziału Teologicznego. Odrzucił propozycję bpa Mariana Leona Fulmana objęcia stanowiska rektora nowo powstałego katolickiego Uniwersytetu Lubelskiego ze względu na pogarszający się stan zdrowia. 1 lutego 1926 z tego samego powodu zrezygnował z wykładów.
Udzielał się również społecznie; przewodniczył Towarzystwu Wzajemnej Pomocy Kapłanów, działał w Polskim Towarzystwie Teologicznym, był członkiem komitetu redakcyjnego „Gazety Kościelnej”.  
Arcybiskup Józef Bilczewski oraz jego następca abp Bolesław Twardowski wysuwali kandydaturę ks. prof. Tarnawskiego na biskupa sufragana diecezji lwowskiej. Kandydatura została jednak odrzucona przez Stolicę Apostolską wobec sprzeciwu metropolity lwowskiego obrządku greckokatolickiego abpa Andrzeja Szeptyckiego. 
Zmarł 21 stycznia 1928 we Lwowie. Pochowany na Cmentarzu Janowskim we Lwowie.

## Wybrane publikacje
- Kodeks Zamoyskiego na tle stosunków kościelno-państwowych za czasów Stanisława Augusta, Lwów 1916
- Studia alumnów józefińskiego Seminarium Generalnego obrządku łacińskiego we Lwowie, Lwów, 1918
- Arcybiskup Józef Bilczewski. Krótki zarys życia i pracy, 1924
- Powojenne trudności Cerkwi unickiej w Polsce, Lwów 1926

## Ordery i odznaczenia
- Krzyż Srebrny Orderu Virtuti Militari nr 4576[1] (1920)